# Barthel Marks
Barthel Marks, eigentlich Bartholomäus, (* 1909 im Ortsteil Helenabrunn der Stadt Viersen; † 1980 auf der Insel Mallorca) war ein deutscher Bildhauer, Lithograf, Maler, Radierer und Zeichner.

## Leben
Marks lernte als 13-Jähriger an der Handwerker- und Kunstgewerbeschule Krefeld die ersten kunsthandwerklichen Techniken kennen. Er verließ diese Schule 1926 mit einem Abschlusszeugnis mit Auszeichnung. Bei den Vereinigten Staatsschulen für freie und angewandte Kunst in Berlin. Er war von 1927 bis 1929 Meisterschüler des Bildhauers Fritz Klimsch und war in einer Ateliergemeinschaft in der damaligen Prinz-Albrecht-Straße Nr. 8 tätig. Da das Gebäude im Jahr 1933 von der Gestapo vereinnahmt wurde, die es zu ihrem Hauptquartier machte, mussten die Ateliers in die Klosterstraße Nr. 75 verlegt werden. Dort hatte Marks von 1935 bis 1938 ein Atelier, das sich in der Nachbarschaft von denen von Käthe Kollwitz und Werner Gilles befand. Neben seinem Kunststudium hatte er bis 1929 auch das Anatomiestudium an der Kunstakademie der Friedrich-Wilhelms-Universität belegt.
Sein Hauptgebiet war die Porträtplastik. Auch war er an bauplastischen Aufgaben im Bereich der Architektur von Brunnen- und Autobahnbau tätig. Gefördert durch den Kommerzienrat Josef Kaiser, der ihm zu einem Aufenthalt in Paris verhalf, betrieb Marks dort von 1929 bis 1932 ein Bildhaueratelier. Dort erhielt er unter anderem den Auftrag für die Herstellung eines Porträtkopfes der Russin Katja Sarubin.
Im Jahr 1936 errang er den Herbstpreis der Berliner Künstler. Seine Werke kamen unter anderem in die Berliner Nationalgalerie und in das Städtische Kunstmuseum in Düsseldorf. Er schuf rund 25.000 Werke. Bei einem Bombenangriff im Jahr 1940 wurde Marks schwer verletzt und anschließend als Radierer, Grafiker und Zeichner. Er war auch als Dozent in Wiesbaden tätig.
Marks hatte mehrere Kinder, mindestens zwei Töchter (Eva Maria und Konstanze) und einen Enkelsohn.

## Ausstellungen/Werke (Auswahl)
- 1931 Ausstellung von Werken Marks’ im Museum Abteiberg in Mönchengladbach
- Porträtbüste Mädchenkopf oder Porträt der Russin Katja Sarubin, Bronze, 1928[1]
- Porträtrelief Josef Kaiser, Bronze, 1930[5]